# Аршалы (приток Колутона)
Аршалы — река в Акмолинской области Казахстана, правый и наиболее крупный приток Колутона (правый приток Ишима) (бассейн Оби). Входит в Ишимский водохозяйственный бассейн Республики Казахстан.

## Течение
Берёт начало на юге Кокчетавской возвышенности из озера Карагайчик. В верхнем течении протекает через озеро Айдабул. Общее направление течения с севера на юг. Впадает в реку Колутон с правой стороны. Притоки: Токтинка, Коныр (правые), Кенащы (левый).

## Водный режим
Сток реки имеет сильно выраженную сезонную и многолетнюю неравномерность. Расходы воды в разные годы могут различаться в десятки и сотни раз, что значительно осложняет хозяйственное использование ресурсов реки.

## Населённые пункты
Наиболее крупные: Викторовка, Николаевка, Новый Колутон.